# Почетници (филм)

Почетници (енгл. Beginners) је америчка романтична драма из 2010. режисера и сценаристе Мајка Милса, инспирисана његовим личним искуствима.
Радња прати графичког дизајнера Оливера Филдса, који се осврће на живот и смрт свог оца Хала, док покушава да започне везу са Францускињом Аном. Глумачку екипу чине Јуан Макгрегор, Мелани Лоран и Кристофер Пламер.
Филм је остварио добру зараду на биоскопским благајнама и наишао је на позитиван пријем код критичара. Кристофер Пламер је за улогу Хала освојио многобројне награде, укључујући Оскара, Златни глобус, БАФТУ, Спирит и Награду удружења филмских глумаца за најбољег глумца у споредној улози.

## Улоге
| Глумац           | Улога         |
| ---------------- | ------------- |
| Јуан Макгрегор   | Оливер Филдс  |
| Кристофер Пламер | Хал Филдс     |
| Мелани Лоран     | Ана Волас     |
| Горан Вишњић     | Енди          |
| Мери Пејџ Келер  | Џорџија Филдс |
| Кај Ленокс       | Елиот         |
| Чајна Шејверс    | Шона          |
| Козмо            | Артур         |